# JR東日本物流
JR東日本物流（日语：／ Jeiaru higashi nihonn butsuryuu */?是東日本旅客鐵道株式會社（JR東日本）的物流子公司（合併子公司），總部位於東京都墨田區。
作為JR東日本集團的一員，承擔車站和車站附屬商店的食品物流業務，並利用JR東日本集團連接東京都和各地方的鐵路網絡，成立了專門從事當地產品物流的公司。也將當天早上收穫的蔬菜透過新幹線運送到東京都會區。

## 歷史
其前身為東京鐵道荷物株式會社，成立於1949年，曾為日本國鐵負責運輸包裹（貨運業務）而成立。1988年10月1日成立，接手日本國鐵私有化後的業務。目前，除了JR東日本站物流和鐵路物資運輸外，該公司也一家綜合物流公司，作為第三方物流營運商處理母公司以外的一般客戶的物流業務。

## 業務内容
- 貨物運輸
- 倉庫
- 動遷
- 港灣航運
- 行李寄存
- 產品分類包裝
- 古物商
- 產業廢棄物收集搬運
- 特殊信件運送
- 停車場
- 人力派遣
- 警備
- 車站及商業設施內的物流

## 主要事務所
- 本社——東京都墨田區錦糸3-2-1ARCA EAST6樓
- 京葉流通中心——千葉縣市川市[7][8]
- 綜合研究中心——千葉縣市川市
- 新木場物流中心——東京都江東區
- 狛江物流中心——東京都狛江市
- 埼玉市物流中心——埼玉県埼玉市北区
- 橫濱物流中心——神奈川縣藤澤市[9]
- 鹽濱物流中心——東京都江東區
- 京濱物流中心——神奈川縣橫濱市鶴見區
- 浦和物流中心——埼玉縣埼玉市櫻區